# Умбријел (сателит)
Умбријел или Уран II је природни сателит Урана. Открио га је 24. октобра 1851. енглески астроном-аматер Вилијам Ласел заједно са Аријелом. Претходна посматрања Вилхелма Хершела (1790—1802) и Ласела (1847) нису била довољно поуздана.‍:193 Име је добио по злом духу из сатиричне поеме Александра Поупа „Украдена локна“ (енгл. The Rape of Lock). Ротација и револуција Умбријела су синхроне, односно окренут је ка матичној планети увек истом страном.

## Особине
Умбријел је један од пет „великих“ сателита Урана (уз Миранду, Аријел, Титанију и Оберон). Сматра се да је Умбријел у свом примитивном стању, односно да никад није развио довољно топлоте како би се диференцирали језгло и кора.‍:4992 Мада је по величини, маси и положају врло сличан Аријелу, Умбријел је двоструко тамнији од њега и, с обзиром на број кратера којима је прекривен, доста старији. Мада, треба имати у виду да је Војаџер 2 снимио свега по једну трећину површине ова два сателита, те би можда сличност међу њима била већа када би постојали снимци комплетне површине.
Сви велики сателити Урана се састоје од стеновитог материјала и 40-50% леда, а нешто већа густина Убријела наговештава да је у њему заступљенији стеновити материјал него у другим великим сателитима.
Најизразитија особина Умбријела је његов мали албедо. Графит и други угљенички материјал, затамњење услед изложености ултраљубичастом зрачењу, највероватније метана, али ово питање и даље чека разрешење.

## Кратери
Кратери Умбријела су названи по злим дусима.‍:4173 Војаџер 2 је снимио следеће кратере:‍:193
| Назив   | Ширина (југ) | Дужина (исток) | Пречник (km) |
| ------- | ------------ | -------------- | ------------ |
| Алберих | 33,6         | 44,2           | 52           |
| Фин     | 37,4         | 44,3           | 43           |
| Гоб     | 12,7         | 27,8           | 88           |
| Каналоа | 10,8         | 345,7          | 86           |
| Малинж  | 22,9         | 13,9           | 164          |
| Минепа  | 42,7         | 8,2            | 58           |
| Пери    | 9,2          | 4,3            | 61           |
| Сетибос | 30,8         | 346,3          | 50           |
| Скајнд  | 1,8          | 331,7          | 72           |
| Вувер   | 4,7          | 311,6          | 98           |
| Воколо  | 30,0         | 273,6          | 208          |
| Вунда   | 7,9          | 273,6          | 131          |
| Злајден | 23,3         | 326,2          | 44           |

Најсветлији кратер, Скајнд, има централно испупчење. Вунда, близу екватора (на врху фотографије горе десно; Умбријел је, као и Уран, положен на бок тако да се на средишту слике налази јужни пол) је оивичена прстеном светлог материјала. Природа овог материјала није позната, а с обзиром на положај на фотографији, није до краја извесно чак ни да ли је Вунда кратер.